# Sinagoga dos Cohanim de Djirt
A sinagoga dos Cohanim de Djirt, também conhecida pelo seu nome hebraico Knesset Kohanim HaDintreisa (בית הכנסת כהנים הדינתרייתא) é uma sinagoga ligada ao rito sefardita situada na localidade de Hara Kbira (que significa "grande bairro" [de judeus]), um gueto judeu da periferia de Houmt Souk, na ilha de Djerba, sul da Tunísia.
Djirt é o nome antigo de Er Riadh, também conhecida como Djirt  ("pequeno bairro"), situada alguns quilómetros a sul. Segundo a tradição, foi naquela aldeia que se instalaram os primeiros judeus da ilha, Cohanim (sacerdotes) de Jerusalém que se exilaram em Djerba após a destruição do Primeiro Templo em 586 a.C.